# Igor Alekseyevich Dyatlov
 (mai 2024).
Si vous disposez d'ouvrages ou d'articles de référence ou si vous connaissez des sites web de qualité traitant du thème abordé ici, merci de compléter l'article en donnant les références utiles à sa vérifiabilité et en les liant à la section « Notes et références ».
Igor Alekseyevich Dyatlov (Игорь Алексеевич Дятлов, né le 13 janvier 1936 et décédé le 2 février 1959) est un étudiant soviétique en génie radio à l'Institut polytechnique de l'Oural, connu pour avoir dirigé l'expédition qui a conduit à l'incident mystérieux du col Dyatlov.

## Biographie
Igor Dyatlov est né le 13 janvier 1936 en Union soviétique. Passionné de radio et de technologie, il a conçu et construit sa propre radio pendant ses études. C'est également un randonneur expérimenté et un passionné de ski, ayant participé à plusieurs expéditions en montagne avant l'incident de 1959.
Dyatlov est étudiant de la cinquième faculté de génie radio à l'université UPI. Ingénieur talentueux, il a conçu et assemblé une radio durant sa deuxième année, utilisée lors des randonnées en 1956 dans les montagnes Sayan. Il a également conçu un petit poêle qu'il utilise après 1958 et qu'il emporte lors de ce voyage.
Alors qu'il est encore étudiant et vient de terminer la septième année, il participe à des excursions avec des randonneurs de l'UPI, aux côtés de son frère Vyacheslav, étudiant à l'UPI. On se souvient de lui pour avoir emporté une radio portable de fortune lors d'un voyage en 1951, ce qui est rare à l'époque. Il est étonnant qu'il ait fabriqué cette radio lui-même. Dès ses premiers jours d'étude à l'UPI, il s'est activement impliqué dans la vie de la montagne. Il se distingue par la minutie dans l'accomplissement de toute tâche, une excellente condition physique, un caractère équilibré et une attitude amicale envers les gens. C'est un radioamateur compétent et également un bon photographe.

## L'incident du col Dyatlov
En janvier 1959, Igor Dyatlov a organisé une expédition de ski dans les montagnes de l'Oural, visant à atteindre le mont Otorten. Le groupe est composé de neuf autres étudiants et diplômés de l'Institut polytechnique de l'Oural. Le 23 janvier 1959, ils ont commencé leur périple, mais le 2 février, tous les membres de l'expédition, à l'exception de Yuri Yudin, qui a quitté le groupe plus tôt pour des raisons de santé, ont trouvé la mort dans des circonstances mystérieuses.

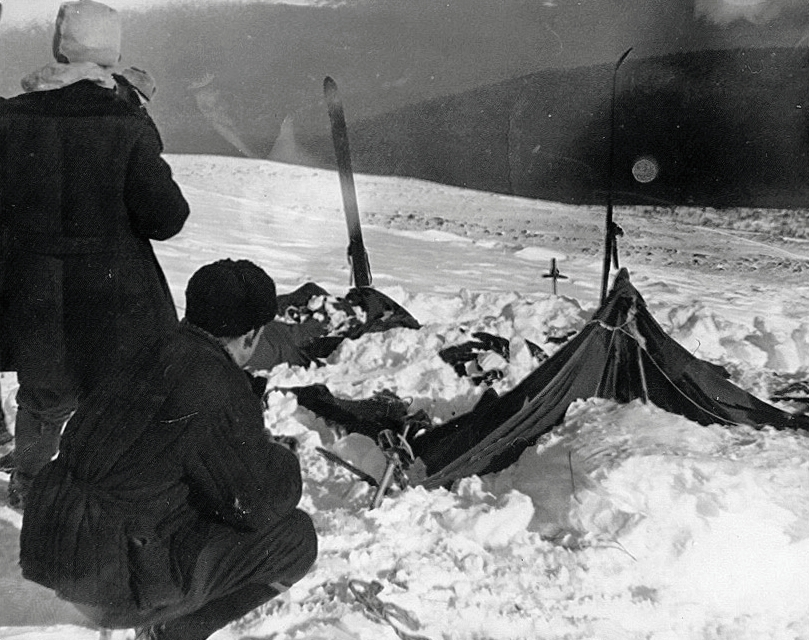
Photographie des lieux de l'incident du col Dyatlov.

Les recherches révèlent que les tentes du groupe avaient été déchirées de l'intérieur et que les membres de l'expédition avaient quitté leur camp sans chaussures ni vêtements adéquats, malgré des températures glaciales. Les corps ont été retrouvés dans divers états de blessures inexplicables. Cet événement a conduit à de nombreuses spéculations et théories, allant d'une avalanche à des tests militaires secrets, mais la cause exacte de leur mort reste non résolue.

## Héritage
L'incident du col Dyatlov reste l'un des mystères les plus discutés de l'histoire moderne. En 2000, une fondation a été créée en mémoire des victimes de l'expédition, et le col où ils ont péri a été nommé en l'honneur d'Igor Dyatlov. Dyatlov est enterré le 10 mars 1959 au cimetière Mihaylovskoe, à Iekaterinbourg, dans l'oblast de Sverdlovsk, en Russie.